# C1000
C1000 was een Nederlandse supermarktorganisatie, die zich positioneerde in het middensegment van de supermarktbranche. De winkelformule was eigendom van Schuitema, dat in 2010 zijn naam veranderde in C1000 BV. In 2011 werd het bedrijf verkocht aan Jumbo Supermarkten, dat een groot deel van de vestigingen heeft omgebouwd naar eigen formule. Een ander deel werd verkocht aan Ahold, Boni, Coop, EMTÉ, Poiesz en PLUS.

## Van 'Calculatie-1000' tot C1000 Voordeelmarkt
Supermarkteigenaar Germ Kloosterman uit Dokkum experimenteerde in 1977 met de eerste C1000. In Dokkum zaten veel concurrenten en daarom wilde Kloosterman een goedkope winkel neerzetten. Zijn winkel hoorde bij de formule Centra van de inkooporganisatie Schuitema, maar hij mocht twee jaar lang een nieuwe formule proberen en als het resultaat tegenviel kon hij terug naar de oude formule. De winkel werd, door het naastgelegen pand te betrekken, uitgebreid van 100 naar 650 vierkante meter. Op 1 april 1977 ging de winkel open. De naam is afgeleid van ‘Calculatie-1000’, de operatie om duizend artikelen in de nieuwe winkel een vaste lage prijs te geven.
De nieuwe formule was een belangrijke test voor Schuitema, dat halverwege de jaren zeventig een antwoord moest vinden op de concurrentie van Albert Heijn, Edah en Aldi, die soms wel 12% goedkoper waren dan Centra. Kloosterman kon naar hartenlust experimenteren met de formule. Hij bedacht allerlei activiteiten in de winkel, liet eigen bedrijfskleding ontwerpen en hij bepaalde dat de focus onder meer moest liggen op de verkoop van vers vlees. Bij latere generaties C1000's is vlees altijd een strategische categorie geweest.
Na een half jaar was er een duidelijke omzetgroei in de winkel van Kloosterman en na twee jaar liep de zaak zoals het moest.
Op 6 november 1980 werd een tweede pilotwinkel geopend in Wolvega. Deze winkel had niet de blauw-groene Centrahuisstijl, maar een nieuwe rode huisstijl. Het duurde nog tot 1981 voordat de nieuwe formule helemaal ontwikkeld was. Vandaar dat 1981 te boek staat als het officiële oprichtingsjaar van C1000. In dat jaar verscheen de 'C1000 Voordeelmarkt' met de rode huiskleur in het Nederlandse straatbeeld. Die kleur moet een prijsbewust imago benadrukken. Het was de eerste van in totaal vijf generaties in de formuleontwikkeling van C1000.
De Centrawinkels verdwenen langzaam uit het straatbeeld. De laatste Centrasupermarkt sloot op 1 december 2001 haar deuren.

## Veranderingen aan de winkelformule

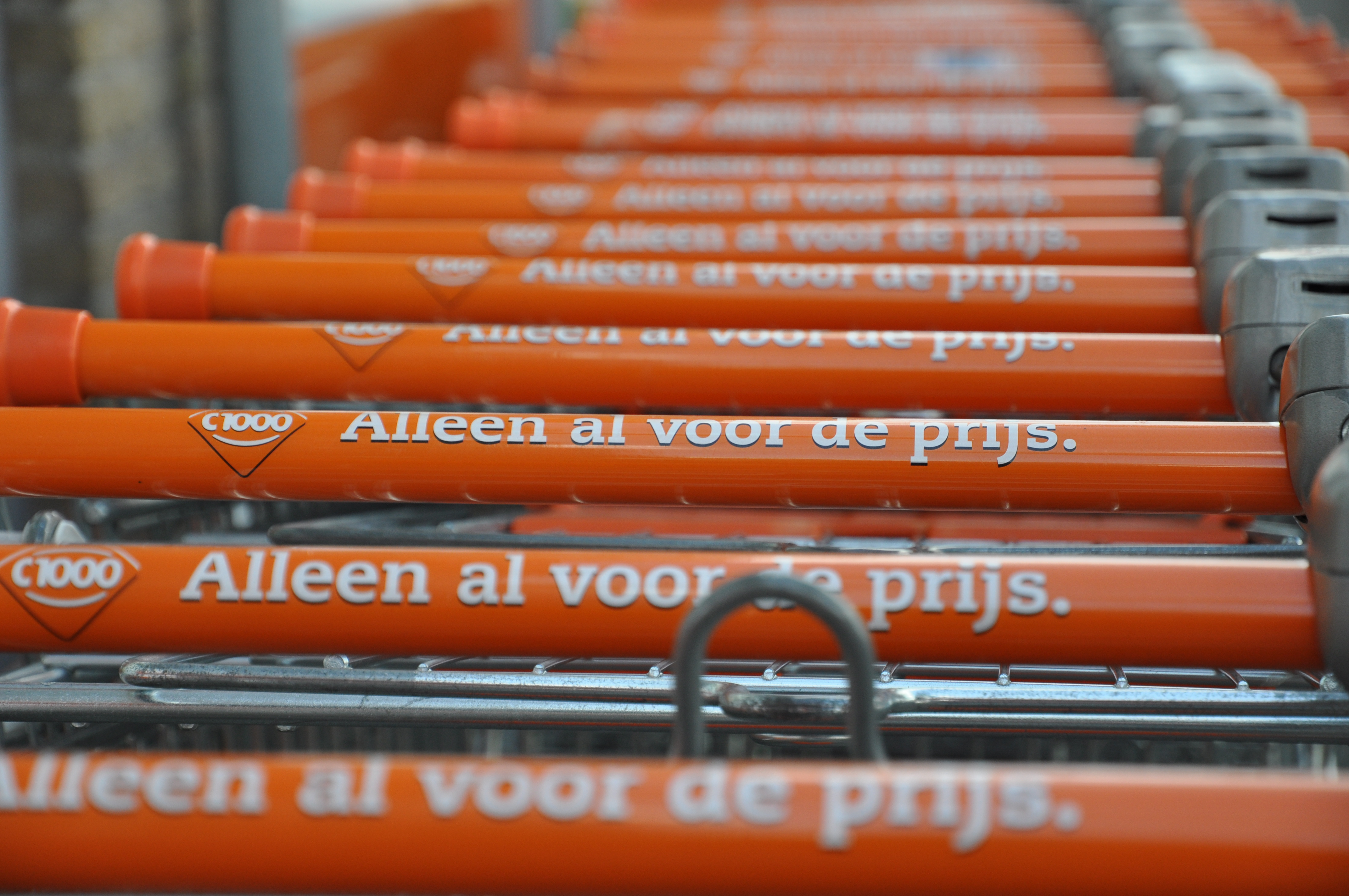
Winkelwagentjes van de vierde generatie.

In de jaren tachtig liepen de C1000-supermarkten moeizaam vanwege het prijsoffensief 'AH let op de kleintjes' van Albert Heijn. Om de uitstraling van de formule te verbeteren werd in 1987 de tweede generatie bedacht, waarbij de 'agressieve' rode kleur werd vervangen door mildere groene kleuren, wat ook goed paste bij de verbeterde groenteafdeling. Het vloeroppervlak ging erop vooruit en het assortiment werd uitgebreid met meer producten. Door het toevoegen van bedieningsafdelingen werd de zelfbediening verminderd.
In 1996 werd de derde generatie gevormd. De steunkleur werd 'petrolblauw'. De formule omvatte een opengewerkt plafond, een 'voordeelstraat' en een nog groter assortiment. De rode bedrijfskleding werd vervangen door groene kleding en de witte strepen in het logo kleurden groen. De formule sloeg aan en veel andere ketens hebben de formule deels overgenomen. In 1999 waren 55 winkels omgebouwd naar de derde generatie.
Om de concurrentie voor te blijven verbouwde Schuitema vanaf 2006 een gedeelte van de winkels naar de vierde generatie. Deze is vergelijkbaar met de grotere Jumbowinkels. De eerste verbouwde winkel werd op 25 januari 2006 geopend in Nuenen. Het bekende rode logo kleurde oranje, de voordeelstraat verdween, de aanbiedingen kregen een plaats op de kopstellingen en de bebording en displays werden duidelijker. De broodafdeling bakte de hele dag door brood. Verder kwamen er zelfscankassa's en werd de kiosk vervangen door automaten.
Het ombouwen naar de vierde generatie had niet het gewenste resultaat. Het bleek dat C1000 vooral geassocieerd werd met rood en dat rood meer kwaliteit uitstraalt. Daarom werden veel winkels in het eerste kwartaal van 2010 weer teruggebouwd naar de derde generatie onder de noemer "C1000 Rood". Ook kreeg C1000 een vernieuwd rood logo. In 2010 kreeg C1000 ook nog eens nieuwe budgetartikelen met de naam C1000 basis.

## Vestigingen

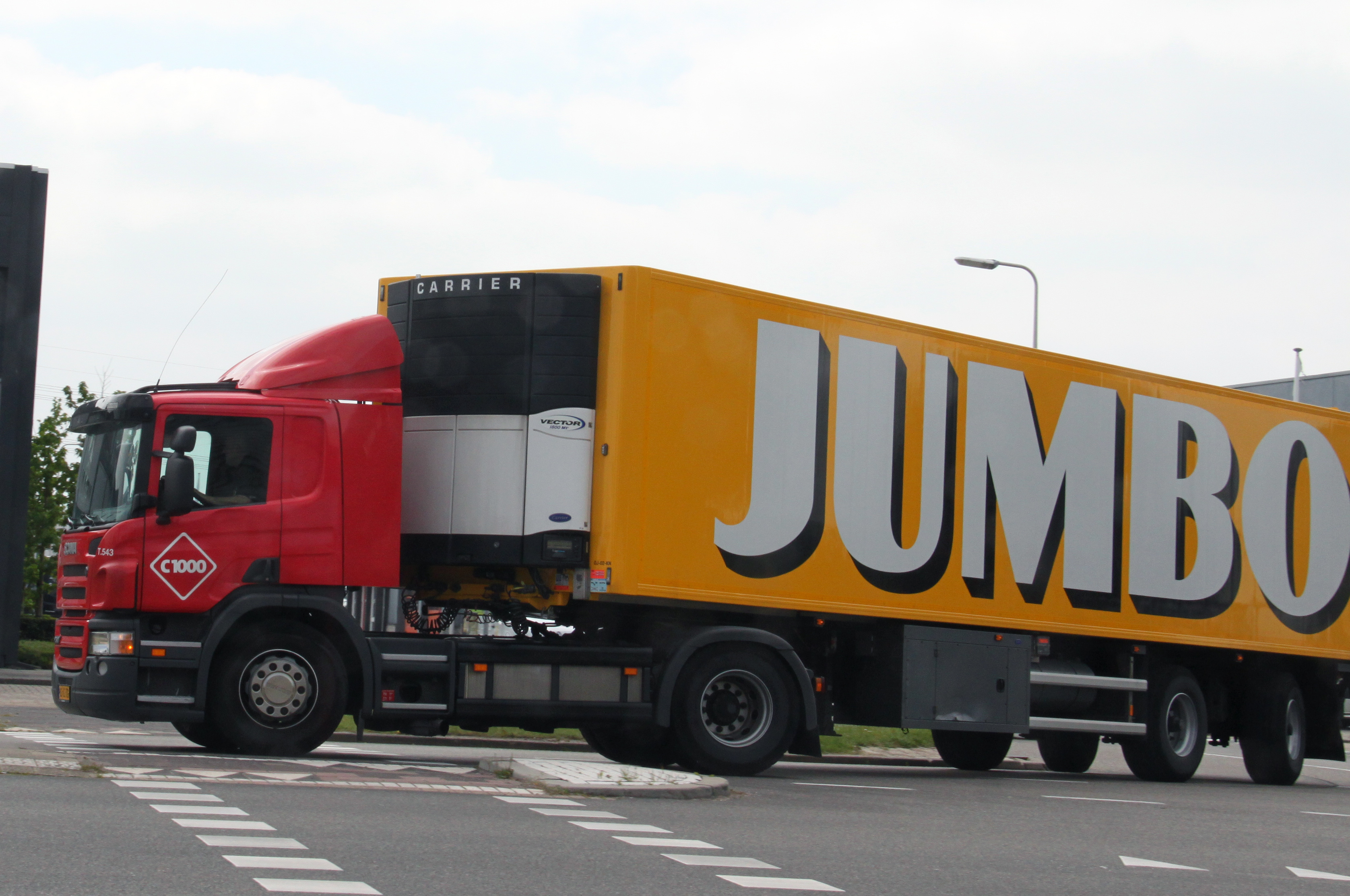
Tijdens de ombouwoperatie naar Jumbo reden er soms vrachtwagens van C1000 met opleggers van Jumbo

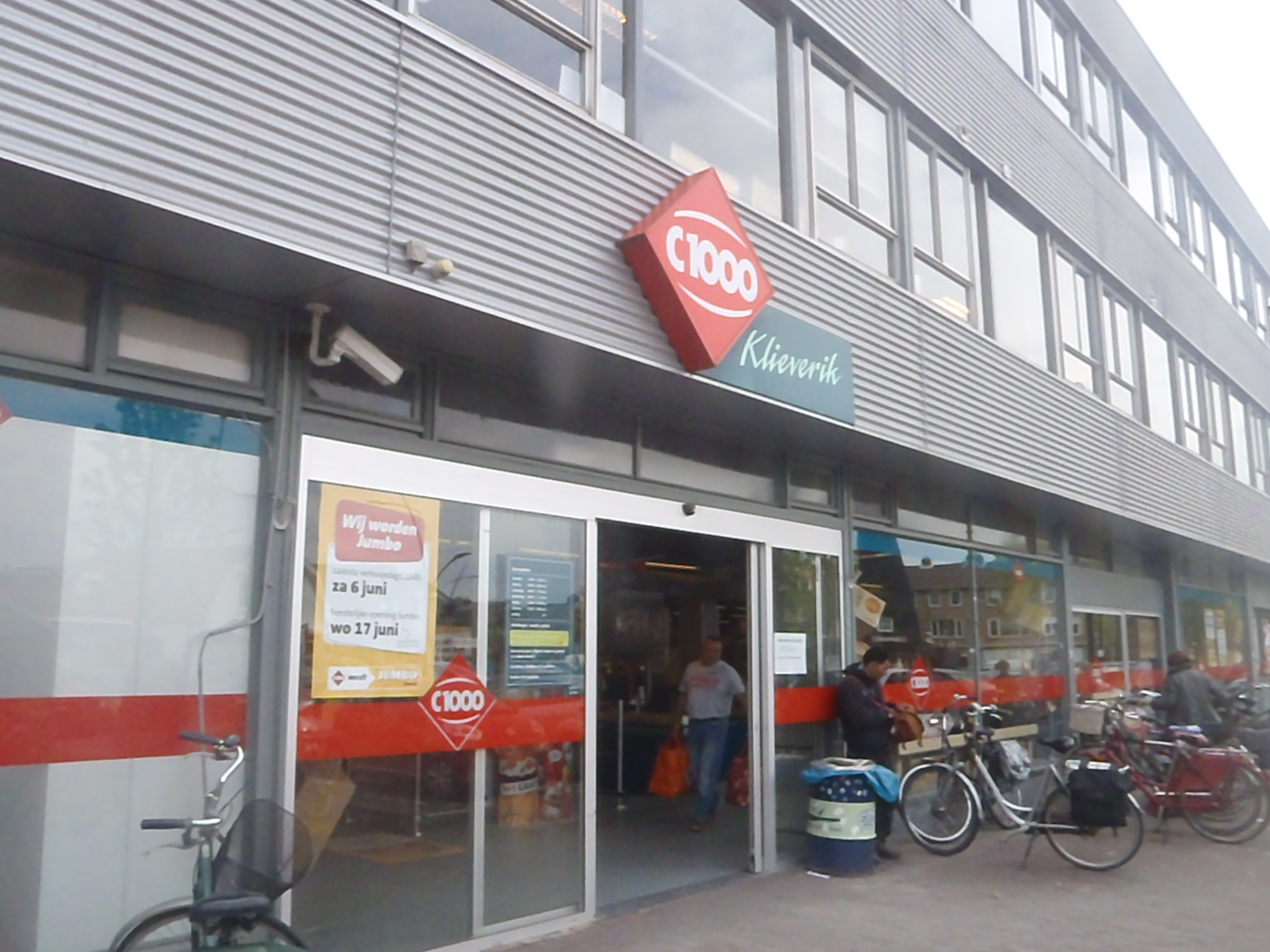
Een C1000-filiaal met bij de ingang de mededeling dat het in juni 2015 zal worden heringericht tot Jumbo-vestiging

In 1987 had C1000 circa 130 filialen. Rond 1999 was het aantal winkels gegroeid tot 370, mede door de overname van diverse Sparsupermarkten. Tussen 2000 en 2003 nam Schuitema alle 125 A&P-winkels over. Met bijna 500 winkels was het toen de derde super van Nederland. De A&P-winkels waren aanvankelijk geen zelfstandige ondernemingen, maar vielen direct onder beheer van C1000 en werden aangeduid als Schuitema Winkel Bedrijven (SWB).
In 2005 en 2006 waren er ongeveer 460 C1000-filialen. In 2007 daalde dit tot 440. Wegens tegenvallende resultaten van het Schuitemaconcern verkocht grootaandeelhouder Ahold in januari 2008 zijn meerderheidsbelang aan CVC Capital Partners. Hierdoor moesten 57 voormalige A&P-winkels, die vooral gevestigd waren in Den Haag en omgeving, overdragen worden aan Ahold. Dit bedrijf bouwde een gedeelte om tot Albert Heijn en verkocht een gedeelte door aan andere ketens. De circa 70 overgebleven Schuitema Winkel Bedrijven werden datzelfde jaar omgezet in vrijwillige filiaalbedrijven. Uiteindelijk waren er in 2008 nog circa 375 vestigingen over.
In 2009 richtte C1000 samen met Jumbo de inkooporganisatie Bijeen op. Jumbo startte in 2010 met de ombouw van de overgenomen Super de Boer-winkels. Daarvan werden er tachtig doorverkocht aan C1000 voor 200 miljoen euro. De overdracht van deze winkels aan C1000 ging stapsgewijs, waarbij elke vier weken vier winkels werden overgedragen. Het marktaandeel van de C1000-organisatie groeide in 2011 tot 12,1 procent en bestond uit 422 winkels. De 400ste winkel, een omgebouwde Super de Boer, werd op 25 mei 2011 geopend in Vlaardingen.
Rotterdam was met negen filialen in 2011 de stad met de meeste C1000-winkels, Zwolle had toen zeven C1000s, het was daarmee de meest voorkomende supermarkt in die stad. In Amsterdam waren vier vestigingen.

## Overname door Jumbo
In september 2011 zette CVC Capital Partners de C1000-organisatie te koop en ontving biedingen van Jumbo Supermarkten, Sligro Food Group, Edeka en Sperwer Groep. Op 23 november 2011 werd bekendgemaakt dat een akkoord was bereikt met Jumbo voor de overname van het hele concern. Op 21 februari 2012 ging de Nederlandse Mededingingsautoriteit (NMa) akkoord met de overname. Hierdoor werd Jumbo na Ahold de grootste supermarktketen van Nederland. Als voorwaarde werd gesteld dat Jumbo in achttien plaatsen een winkel van Jumbo of C1000 moest verkopen aan een concurrent. In maart 2012 werd de koop afgerond. 78 winkels werden doorverkocht aan Ahold en 52 winkels aan Coop. Voor 1 op de 3 aan Ahold en Coop toegewezen winkels veranderde later toch de toekomst. Een aantal winkels werd bijvoorbeeld verkocht aan Boni en Plus.
Het aanvankelijke plan was dat veel C1000-winkels hun naam en formule zouden behouden. Later werd toch besloten om alle C1000-winkels om te bouwen. De ombouw van Super de Boer-supermarkten naar C1000 werd in april 2012 stopgezet. De eerste omgebouwde winkel was in Deventer. Deze opende na een verbouwing op 29 augustus 2012 de deuren.
Door de overname zijn de nodige C1000-ondernemers gestopt. Zij hebben hun winkel verkocht, soms aan een andere ondernemer, maar vaak ook aan Jumbo, die het vestigingspunt als filiaal voorzette. Een aantal vestigingspunten keerden niet meer terug.
De C1000-vestigingen in Heerenveen, Musselkanaal, Norg, Nieuwe Pekela en Stadskanaal werden verkocht aan Poiesz. Er zijn ook enkele C1000-winkels omgebouwd tot PLUS, waaronder die in Rijssen, Bennekom, Deurne en IJzendijke.
De C1000 in Wolvega (de tweede pilotwinkel) sloot op 6 november 2013, exact 33 jaar na de opening zijn deuren en is op 20 november 2013 heropend als Albert Heijn.
Aan het eind van 2012 was het totaal aantal filialen gedaald tot 385, eind 2013 tot 267 en eind 2014 tot 124.
Vanaf 2015 werd in de resterende C1000-vestigingen gefaseerd een deel van de C1000-huismerkproducten vervangen door het Jumbohuismerk. Dit deed Jumbo destijds ook bij Super de Boer.
In juni en juli 2015 sloten de laatste C1000-winkels. De C1000 in Steenwijk was de laatste franchisenemer die de overstap maakte naar Jumbo. Op 18 juli 2015 sloot in Ulft de laatste C1000-winkel. Deze vestiging ging verder als Jumbo-filiaal.

## Distributiecentra

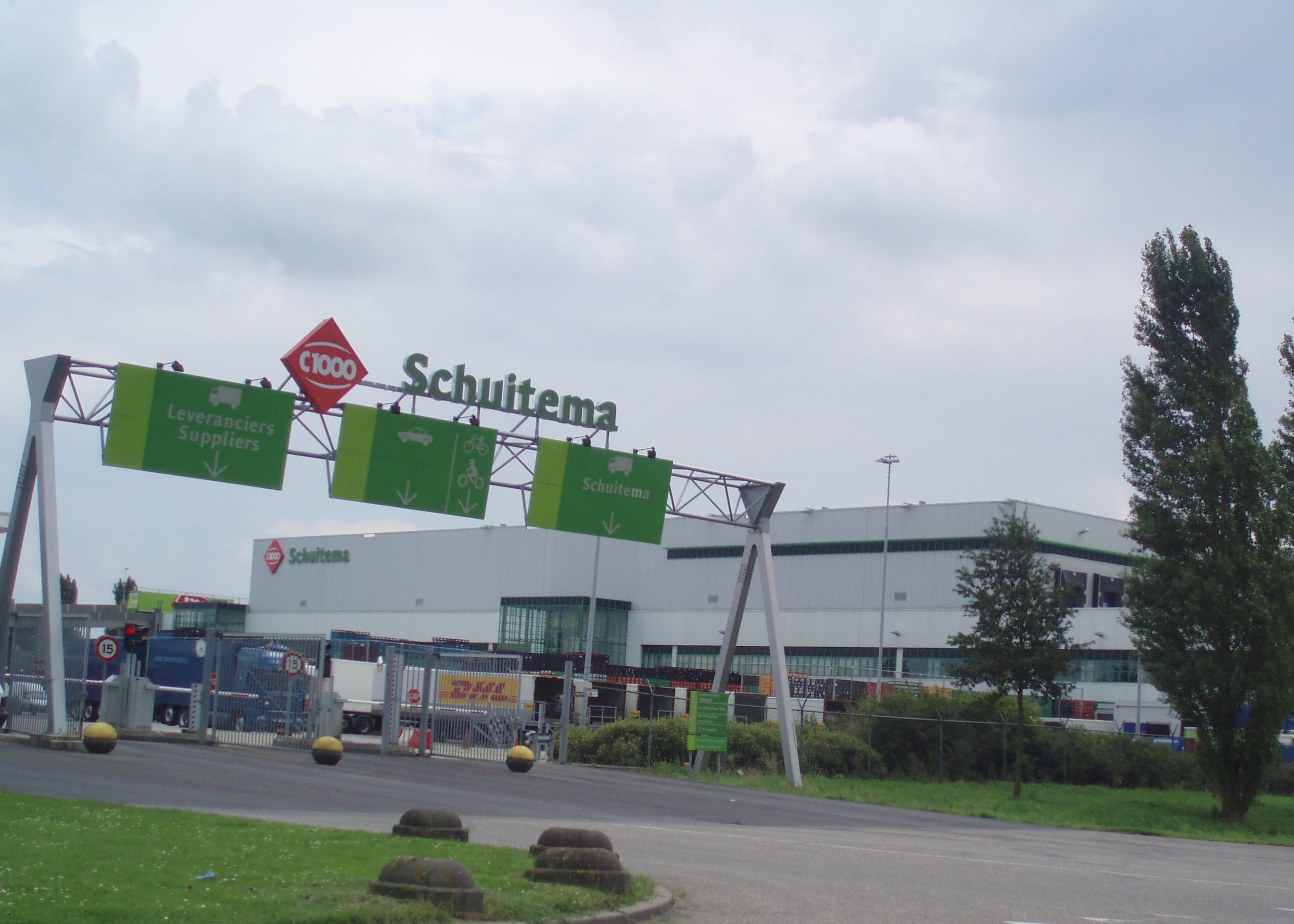
Voormalig distributiecentrum van C1000 in Woerden (nu Jumbo DC Woerden)

C1000 had verschillende distributiecentra. Deze logistieke faciliteiten heeft C1000 in januari 2011 verkocht aan de Amerikaanse investeerder W.P Carey. Met de overeenkomst was een bedrag van 155 miljoen euro gemoeid. C1000 verkocht de faciliteiten, maar bleef verantwoordelijk voor de betaling van het onderhoud en modernisatie. De werkzaamheden van de distributiecentra van C1000 en Jumbo zijn vanwege de overname geleidelijk herverdeeld.
- DC Gilze (in 2007 gesloten; medewerkers verhuisden naar DC Breda)
- DC Eindhoven (in 2008 gesloten; medewerkers verhuisden naar DC Breda)
- DC Raalte Droge kruidenierswaren (in 2015 gesloten; medewerkers verhuisden naar DC Beilen, Elst of DC Raalte (diepvries))
- DC Raalte Diepvries (overgegaan naar Jumbo)
- DC Woerden (geopend op 30 september 1996. Vanaf 1 juli 2013 gebruikt door Jumbo)
- DC Breda (overgegaan naar Jumbo)
- DC Elst (overgegaan naar Jumbo, gesloten in 2021)
- DC Gieten (is eind 2014 overgenomen door Coop)
- DC Beilen (voormalig SuperdeBoer DC in 2009 overgegaan naar Jumbo)
- DC Hoogeveen (data onbekend)
- DC Hoofddorp (data onbekend)

De distributiecentra van Jumbo in Drachten en een in Veghel werden gesloten.

## Hoofdkantoor
Het hoofdkantoor van C1000 was gevestigd in Amersfoort. Jumbo gebruikte dit kantoor nog enige tijd als servicekantoor. Door de reorganisatie op de hoofdkantoren verdwenen er meer dan 650 voltijdsbanen.

## Trivia
- In Hellendoorn is sinds december 2023 een C1000-museum gevestigd.